# Bergmann Erbstollen
Der Bergmann Erbstollen ist ein ehemaliger Erbstollen in Witten-Wartenberg. Der Stollen war auch unter dem Namen Bergmanns Erbstollen bekannt. Das Mundloch des Stollens befand sich direkt am Ufer der Ruhr.

## Geschichte
Am 12. Juli des Jahres 1854 wurde der Stollen gemutet. Mit der Mutung wurde das Erbstollenrecht für den bisherigen Förderstollen beantragt. Der Stollen hatte zu diesem Zeitpunkt eine Länge von mindestens 250 Lachtern. Es war geplant, den Stollen weiter in östlicher Richtung aufzufahren. Im Jahr 1857 wurde das Erbstollenrecht für den Stollen verliehen. Nach der Verleihung wurde der Stollen in Richtung Osten weiter aufgefahren. Im Jahr 1862 wurde die Auffahrung des Erbstollens bei einer Länge von 681 Lachtern gestundet. Grund für diese Maßnahme war die unzureichende Wetterführung im Stollen. Im selben Jahr wurde der, in der Nähe der vierten Hauptverwerfung angesetzte und aus Flöz Prudent in Richtung Flöz Bergmann aufgefahrene, Stollen weiter aufgefahren. Bei einer Auffahrungslänge von 33 1/8 Lachter wurde das Flöz Flöz erreicht. Das Flöz hatte eine Mächtigkeit von 33 Zoll, davon waren drei Zoll Bergeanteil. Der Bergmann Erbstollen gehörte zu diesem Zeitpunkt zum Bergrevier Witten. Im Jahr 1863 erreichte der Erbstollen im Flöz Präsident eine Auffahrungslänge von 717 1/2 Lachter. Das Flöz war im gesamten Bereich regelmäßig ausgeprägt. Am 24. April des Jahres 1871 konsolidierte der Bergmann Erbstollen zur Zeche Bergmann. Im Jahr 1960 wurde der Erbstollen verschlossen aufgefunden. Am 14. März desselben Jahres wurde das Erbstollenrecht durch das Bergamt aufgehoben.